# Chio (unità periferica)
L'unità periferica di Chio (in greco Περιφερειακή ενότητα Χίου?) è una delle sei unità periferiche in cui è divisa la periferia dell'Egeo Settentrionale.
Il territorio comprende le isole di Chio, Psara, Oinousses oltre a numerose isole dell'Egeo.
Il capoluogo è la città di Chio.

## Prefettura
Chio era una prefettura della Grecia, abolita a partire dal 1º gennaio 2011 a seguito dell'entrata in vigore della riforma amministrativa detta Programma Callicrate
La riforma amministrativa ha anche modificato la struttura dei comuni che ora si presenta come nella seguente tabella:
| Nuovo comune | Vecchio comune | Sede      |
| ------------ | -------------- | --------- |
| Chio         | Chio           | Chios     |
| Chio         | Agios Minas    | Chios     |
| Chio         | Amani          | Chios     |
| Chio         | Ionia          | Chios     |
| Chio         | Kampochora     | Chios     |
| Chio         | Kardamyla      | Chios     |
| Chio         | Mastichochoria | Chios     |
| Chio         | Omiroupoli     | Chios     |
| Oinousses    | Oinousses      | Oinousses |
| Psara        | Psara          | Psara     |

## Precedente suddivisione amministrativa
Dal 1997, con l'attuazione della riforma Kapodistrias, la prefettura di Chio era suddivisa in dieci comuni:
| comune         | codice YPES | capoluogo (se diverso) | codice postale |
| -------------- | ----------- | ---------------------- | -------------- |
| Agios Minas    | 5401        | Thymiana               | 821 00         |
| Amani          | 5402        | Volissos               | 821 03         |
| Chio           | 5409        |                        | 821 00         |
| Ionia          | 5403        | Kallimasia             | 821 00         |
| Kampochora     | 5404        | Chalkeio               | 821 00         |
| Kardamyla      | 5405        |                        | 823 00         |
| Mastichochoria | 5406        | Pyrgi                  | 821 02         |
| Oinousses      | 5407        |                        | 821 03         |
| Omiroupoli     | 5408        | Vrontados              | 822 00         |
| Psara          | 5410        |                        | 821 04         |